# 텍스트의 쾌락

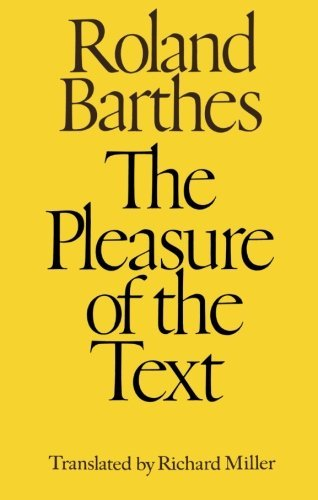

《텍스트의 쾌락》(프랑스어: Le Plaisir du Texte)은 1973년에 발간된 프랑스 작가 롤랑 바르트의 저서로, 바르트 스스로가 지금껏 경험하고 생각한 문학적 이론에 대한 자신의 생각을 정립하고 설명한 책이다. 주된 내용은 텍스트의 효과에 관한 것이며, 두가지 쾌락의 종류와 그에 해당하는 두가지 텍스트의 종류에 대해 독자가 텍스트를 취할 때 어떤 태도를 취하고 받아 들일지 에 대해 설명하고 있는 책이다.

## 내용

### 두가지 쾌락
바르트는 텍스트의 효과를 크게 두 가지로 나눈다. 하나는 Plaisir(한국어 : 즐거움, 영어: pleasure), 다른 하나는 Jouissance(한국어 : 즐김/지복, 영어: bliss)이다. Plaisir는 단순히 즐거움 또는 쾌락을 의미하지만 Jouissance는 쾌락, 즐거움의 의미에 성적인 의미, 오르가즘을 느낀다는 의미가 함께 담겨있다.

### 두가지 텍스트의 종류
이 두 가지 쾌락의 종류는 두 가지 성격의 텍스트에 각각 대응한다고 바르트는 설명한다. 텍스트는 읽는 텍스트(프랑스어 : lisible, 영어 : readerly) 와 쓰는 텍스트(프랑스어 : scriptible, 영어 : writerly)의 두 가지 종류가 있다고 바르트는 설명한다.
읽는 텍스트는 독자가 수동적으로 글에 쓰여진 텍스트를 그대로 수용하며 이미 만들어진 글의 의미를 그대로 아무 비판, 저항없이 수용하는 것이고, 쓰는 텍스트는 (이는 바르트가 만들어낸 용어이다.)독자로 하여금 적극적으로 참가하여, 그저 텍스트를 수용하기만 하는 것이 아닌, 텍스트의 뜻을 만들어 나가는 것을 의미하며 이는 독자의 수동적 포지션을 파괴하는 것이다.

## 결론

### 바르트가 권하는 독자의 태도
바르트는 Plaisir보다 Jouissance를 더 상위의 것으로 보며 전자는 읽는 텍스트와, 후자는 쓰는 텍스트와 대응한다고 설명한다. 바르트는 텍스트가 구성에 의해 언제나 재구성될수 있다고 보았다. 그러므로 바르트는 독자가 텍스트를 읽을 때 취해야할 태도를 권하는데, 읽는 텍스트의 독자로서 단순한 쾌락인, Plaisir를 느끼는 것 보다 쓰는 텍스트의 독자로서 적극적으로 텍스트의 의미를 정립하는데 참여해 보다 한 단계 상위의 쾌락인, Jouissance를 얻고 독자와 작가라는 고정된 구조에 분열을 일으킬 것을 적극 권장한다.